# Valoissa
Valoissa — четвёртый альбом финской группы Indica, выпущенный в 2008 году. Его продюсером выступил Туомас Холопайнен. В финских чартах сингл с этого альбома занимал 3 место, что является пока наилучшим достижением группы. Перед выпуском альбома были выпущены синглы Pahinta tänään, Valoissa и 10 h myöhässä, на которые позже были сняты видеоклипы.

## Список композиций
1. Elä — 3:24
2. Pahinta tänään — 3:2
3. 10 h myöhässä — 3:40
4. Hiljainen maa — 4:54
5. Askeleet — 4:04
6. Sanoja — 3:13
7. Valoissa — 4:07
8. Täältä pois — 3:41
9. Pyromaani — 3:37
10. Hämärää — 4:16
11. Ei enää — 6:57

## Видеоклипы
- Pahinta tänään
- Valoissa
- 10 h myöhässä

## Участники записи
- Йоханна «Йонсу» Саломаа — вокал, скрипка, гитара, клавишные
- Хейни — бас-гитара, бэк-вокал
- Сиркку — клавишные, кларнет, бэк-вокал
- Енни — гитара, бэк-вокал
- Лаура — ударные